# Худ Ривър (град, Орегон)
Худ Ривър (на английски: Hood River) е град в окръг Худ Ривър, щата Орегон, САЩ. Худ Ривър е с население от 6580 жители (2006) и обща площ от 7,5 km². Намира се на 48,8 m надморска височина. ЗИП кодът му е 97031, а телефонният му код е 541.